# Campionati italiani estivi di nuoto 2006
I Campionati italiani estivi di nuoto 2006 si sono svolti a Pesaro tra il 9 e il 13 agosto 2006.

## Podi

### Uomini
| Evento               | Oro                                                                                              | Tempo      | Argento                                                                                    | Tempo    | Bronzo                                                                                       | Tempo    |
| Stile libero         |                                                                                                  |            |                                                                                            |          |                                                                                              |          |
| 50 m                 | Michele Scarica                                                                                  | 22.96      | Giovanni Rossi                                                                             | 23.07    | Federico Bocchia                                                                             | 23.09    |
| 100 m                | Filippo Magnini                                                                                  | 49.57      | Massimiliano Rosolino                                                                      | 49.97    | Christian Galenda                                                                            | 50.11    |
| 200 m                | Nicola Cassio                                                                                    | 1'49.72    | Andrea Busato                                                                              | 1'49.76  | Federico Colbertaldo                                                                         | 1'50.18  |
| 400 m                | Federico Colbertaldo                                                                             | 3'49.90    | Francesco Vespe                                                                            | 3'51.72  | Andrea Giavi                                                                                 | 3'52.24  |
| 800 m                | Federico Colbertaldo                                                                             | 7'53.93    | Nicola Cassio                                                                              | 8'02.37  | Christian Minotti                                                                            | 8'05.04  |
| 1500 m               | Federico Colbertaldo                                                                             | 15'12.40   | Christian Minotti                                                                          | 15'19.77 | Gabriele Zancanaro                                                                           | 15'29.21 |
| Dorso                |                                                                                                  |            |                                                                                            |          |                                                                                              |          |
| 50 m                 | Simone Manni                                                                                     | 26.55      | Enrico Catalano                                                                            | 26.59    | Marco Malinverno                                                                             | 26.73    |
| 100 m                | Simone Manni                                                                                     | 56.30      | Damiano Lestingi                                                                           | 56.71    | Mattia Aversa                                                                                | 56.82    |
| 200 m                | Sebastiano Ranfagni                                                                              | 2'01.05    | Damiano Lestingi                                                                           | 2'01.69  | Mattia Aversa                                                                                | 2'02.11  |
| Rana                 |                                                                                                  |            |                                                                                            |          |                                                                                              |          |
| 50 m                 | Alessandro Terrin                                                                                | 28.10      | Riccardo Bartoli                                                                           | 28.80    | Davide Cassol                                                                                | 28.88    |
| 100 m                | Alessandro Terrin                                                                                | 1'01.99    | Michele Vancini                                                                            | 1'02.34  | Mattia Pesce                                                                                 | 1'02.66  |
| 200 m                | Loris Facci                                                                                      | 2'15.19    | Michele Vancini                                                                            | 2'15.41  | Luca De Matteis                                                                              | 2'18.36  |
| Farfalla             |                                                                                                  |            |                                                                                            |          |                                                                                              |          |
| 50 m                 | Mattia Nalesso                                                                                   | 24.05 - RI | Rudy Goldin                                                                                | 24.48    | Paolo Facchinelli                                                                            | 24.49    |
| 100 m                | Paolo Villa                                                                                      | 54.18      | Rudy Goldin                                                                                | 54.39    | Matteo Casenghi                                                                              | 54.83    |
| 200 m                | Francesco Vespe                                                                                  | 1'58.24    | Paolo Villa                                                                                | 1'59.66  | Michele Cosentino                                                                            | 2'01.11  |
| Misti                |                                                                                                  |            |                                                                                            |          |                                                                                              |          |
| 200 m                | Massimiliano Rosolino                                                                            | 2'01.55    | Leonardo Tumiotto                                                                          | 2'03.72  | Federico Turrini                                                                             | 2'04.76  |
| 400 m                | Alessio Boggiatto                                                                                | 4'18.91    | Vanni Mangoni                                                                              | 4'21.25  | Federico Turrini                                                                             | 4'23.60  |
| Staffette            |                                                                                                  |            |                                                                                            |          |                                                                                              |          |
| 4x100 m stile libero | Gruppo Nuoto Fiamme Gialle Alessandro Chinellato Klaus Lanzarini Andrea Busato Christian Galenda | 3'22.59    | Larus Nuoto Massimiliano Rosolino Patrizio Barbini Alessio Giannantoni Filippo Magnini     | 3'23.45  | Centro Sportivo Esercito Paolo Villa Fabio Gallo Rudy Goldin Gianluca Ermeti                 | 3'26.31  |
| 4x200 m stile libero | Circolo Canottieri Aniene A Gianfranco Meschini Alessio Boggiatto Paolo Bossini Nicola Cassio    | 7'26.03    | Centro Sportivo Carabinieri Federico Cappellazzo Francesco Vespe Mirko Mazzari Mauro Gallo | 7'27.74  | Veneto Banca Montebelluno Nicola Bolzonello Filippo Furlan Andrea Giavi Federico Colbertaldo | 7'28.21  |
| 4x100 m misti        | Centro Sportivo Esercito Riccardo Lanozzi Marco Sommaripa Rudy Goldin Gianluca Ermeti            | 3'44.80    | Circolo Canottieri Aniene A Mattia Aversa Paolo Bossini Alessio Boggiatto Nicola Cassio    | 3'45.66  | Centro Sportivo Carabinieri Mirko Mazzari Michele Vancini Mattia Nalesso Mauro Gallo         | 3'45.71  |

### Donne
| Evento               | Oro                                                                                         | Tempo    | Argento                                                                                           | Tempo    | Bronzo                                                                                          | Tempo    |
| Stile libero         |                                                                                             |          |                                                                                                   |          |                                                                                                 |          |
| 50 m                 | Cristina Chiuso                                                                             | 25.44    | Maria Laura Simonetto                                                                             | 26.15    | Gigliola Tecchio                                                                                | 26.20    |
| 100 m                | Cristina Chiuso                                                                             | 56.12    | Flavia Zoccari Gigliola Tecchio                                                                   | 57.22    |                                                                                                 |          |
| 200 m                | Flavia Zoccari                                                                              | 2'01.25  | Francesca Segat                                                                                   | 2'01.64  | Renata Spagnolo                                                                                 | 2'03.76  |
| 400 m                | Flavia Zoccari                                                                              | 4'13.68  | Roberta Ioppi                                                                                     | 4'15.35  | Renata Spagnolo                                                                                 | 4'17.22  |
| 800 m                | Elisa Pasini                                                                                | 8'47.46  | Giulia Bolgiani                                                                                   | 8'51.83  | Irene De Biasi                                                                                  | 8'55.20  |
| 1500 m               | Flavia Rigamonti                                                                            | 16'28.38 | Elisa Pasini                                                                                      | 16'59.95 | Irene De Biasi                                                                                  | 17'01.93 |
| Dorso                |                                                                                             |          |                                                                                                   |          |                                                                                                 |          |
| 50 m                 | Valentina De Nardi                                                                          | 29.81    | Giorgia Gramillano                                                                                | 30.08    | Federica Voto                                                                                   | 30.16    |
| 100 m                | Valentina De Nardi                                                                          | 1'03.30  | Roberta Ioppi                                                                                     | 1'04.14  | Michela Borro                                                                                   | 1'05.10  |
| 200 m                | Alessia Filippi                                                                             | 2'12.03  | Roberta Ioppi                                                                                     | 2'14.78  | Michela Borro                                                                                   | 2'17.74  |
| Rana                 |                                                                                             |          |                                                                                                   |          |                                                                                                 |          |
| 50 m                 | Roberta Panara                                                                              | 32.23    | Ombretta Plos                                                                                     | 32.47    | Chiara Boggiatto                                                                                | 32.59    |
| 100 m                | Ombretta Plos                                                                               | 1'10.20  | Chiara Boggiatto                                                                                  | 1'10.47  | Silvia Rossi                                                                                    | 1'10.67  |
| 200 m                | Silvia Rossi                                                                                | 2'30.69  | Ombretta Plos                                                                                     | 2'31.63  | Eleonora Monò                                                                                   | 2'33.06  |
| Farfalla             |                                                                                             |          |                                                                                                   |          |                                                                                                 |          |
| 50 m                 | Elena Gemo                                                                                  | 26.96    | Cristina Maccagnola                                                                               | 27.18    | Delfina Pinto                                                                                   | 28.33    |
| 100 m                | Elena Gemo                                                                                  | 59.72    | Ambra Migliori                                                                                    | 1'00.44  | Caterina Giacchetti                                                                             | 1'00.98  |
| 200 m                | Paola Cavallino                                                                             | 2'12.28  | Caterina Giacchetti                                                                               | 2'12.54  | Veronica Rodà                                                                                   | 2'13.08  |
| Misti                |                                                                                             |          |                                                                                                   |          |                                                                                                 |          |
| 200 m                | Francesca Segat                                                                             | 2'15.22  | Erica Buratto                                                                                     | 2'19.20  | Margherita Pozzi                                                                                | 2'20.01  |
| 400 m                | Elisa Pasini                                                                                | 4'50.26  | Veronica Rodà                                                                                     | 4'51.62  | Valentina Coran                                                                                 | 4'55.43  |
| Staffette            |                                                                                             |          |                                                                                                   |          |                                                                                                 |          |
| 4x100 m stile libero | Gruppo Nuoto Fiamme Gialle Simona Ricciardi Francesca Segat Martina Cuppone Alessia Filippi | 3'47.82  | Aurelia Nuoto Flavia Zoccari Alessandra Biondi Silvia Di Pietro Cristina Chiuso                   | 3'50.07  | DDS A Maria Vittoria Garavaglia Elena Gemo Giorgia Mancin Eleonora Celada                       | 3'51.70  |
| 4x200 m stile libero | Gruppo Nuoto Fiamme Gialle Martina Cuppone Simona Ricciardi Francesca Segat Alessia Filippi | 8'08.84  | ASD Plain Team Veneto A Alice Carpanese Renata Spagnolo Carolina Bianchetto Maria Laura Simonetto | 8'17.95  | Circolo Canottieri Aniene Elena Carcarino Alessandra Morotti Caterina Giacchetti Ambra Migliori | 8'20.86  |
| 4x100 m misti        | DDS Elena Gemo Serenella Parri Cristina Maccagnola Giorgia Mancin                           | 4'15.20  | Aurelia Nuoto Michela Borro Ginevra Ferronetti Silvia Di Pietro Cristina Chiuso                   | 4'18.54  | UISP Bologna Martina Mantovani Silvia Rossi Chiara Mazzoni Chiara Vasumini                      | 4'18.65  |